# كريستوفر بيبر
كريستوفر بيبر (بالألمانية: Christopher Bieber)‏ هو لاعب كرة قدم ألماني، ولد في 3 يوليو 1989 في باد مرغنتهايم في ألمانيا. لعب مع نادي كارلسروه.

## وصلات خارجية
- كريستوفر بايبر على موقع قاعدة بيانات كرة القدم.إي يو (الإنجليزية)
- كريستوفر بايبر على موقع بيانات كرة القدم. دي إي (الألمانية)
- كريستوفر بايبر على موقع Soccerway.com (الإنجليزية)
- كريستوفر بايبر على موقع عالم كرة القدم.نت (الإنجليزية)